# Neolamprologus longior
Neolamprologus longior là một loài cá thuộc họ Cichlidae. Nó là loài đặc hữu của Lake Tanganyika. Môi trường sống tự nhiên của chúng là rock and sand areas from 3 up to 40 mét deep.